# Seraph

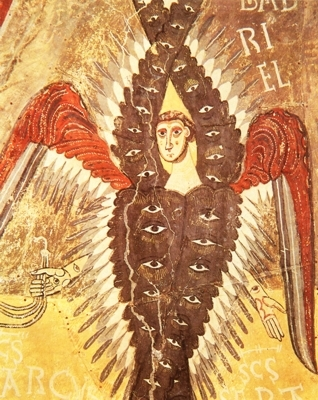
Darstellung eines Seraphen in einem mittelalterlichen Manuskript. Die Flügel sind mit zahlreichen Augen besetzt.

Die Seraphim (Singular: der Seraph) sind Engel, die in den Lehren der abrahamitischen Religionen von Gott erschaffen wurden und ihm untergeordnet sind. In der Berufungsvision des Jesaja (Jes 6,1–7 ) werden theriomorph-anthropoide Mischwesen, die zum Hofstaat JHWHs gehören, als Seraphim bezeichnet. Diese Vision mit der dreifachen Anrufung der Heiligkeit hatte großen Einfluss auf Theologie, Literatur und Kunst.
Seraphim werden darüber hinaus im Buch Henoch erwähnt. Die in der Offenbarung des Johannes (Offb 4,7–8 ) beschriebenen Wesen, die ebenfalls ein dreifaches Heilig proklamieren, weisen Züge der Seraphim und Cherubim auf und zeigen Elemente des Thronwagens aus der Vision des Ezechiel (Ez 1,4–28 ).
Die Tradition weist ihnen den fünften Rang in der Hierarchie der Engel des Judentums und gemeinsam mit den Cherubim und Thronen den ersten in der Ordnung der neun Chöre der Engel des Christentums zu. Im Islam werden Seraphim nur selten erwähnt, finden aber Referenz als Engel im „höchsten Rat“, die über die Erschaffung des Menschen diskutieren und zu denen manche Berichte auch Gabriel, Raphael und Iblis (Satan) zählen.

## Bezeichnung
Bei der Bezeichnung handelt es sich um die deutsche Entsprechung der hebräischen Benennung שָׂרָף śārāp̄ (Singular), bzw. שְׂרָפִים śərāfîm (Plural). Der Name geht auf die Wurzel שׂרף śrp̄ „brennen“, „verbrennen“, „entflammen“ zurück und wird mit „Brennender“, „Glühender“ übersetzt. Der Grund für die Benennung liegt in der Vorstellung des Giftbisses bzw. der Vorstellung von feuerspeienden Schlangen und bezieht sich auf die Uräusschlange. Erst später wandelte sich die Vorstellung hin zu den Seraphim als Engelswesen.
In der Septuaginta wird lediglich in Jes 6,2.6  die Bezeichnung σεραφιν seraphin verwendet. An den anderen Bibelstellen nutzten die Übersetzer die altgriechischen Vokabeln für „Schlange“. In der altgriechischen Literatur sowie einigen Handschriften werden zudem die Bezeichnungen σεραφίμ seraphím, σεραφείμ serapheím, σεραφείν serapheín verwendet. Ebenso verhält es sich in der Vulgata, wo die Engel als seraphin bezeichnet werden. Daneben finden sich in antiker Literatur der alternative Plural seraphim sowie die Singularform seraphus.

Im Deutschen werden die Engel im Plural für gewöhnlich als Seraphim, ökumenisch Serafim bezeichnet. Seltener kommen die Formen Seraphinen und Seraphe[n] vor.

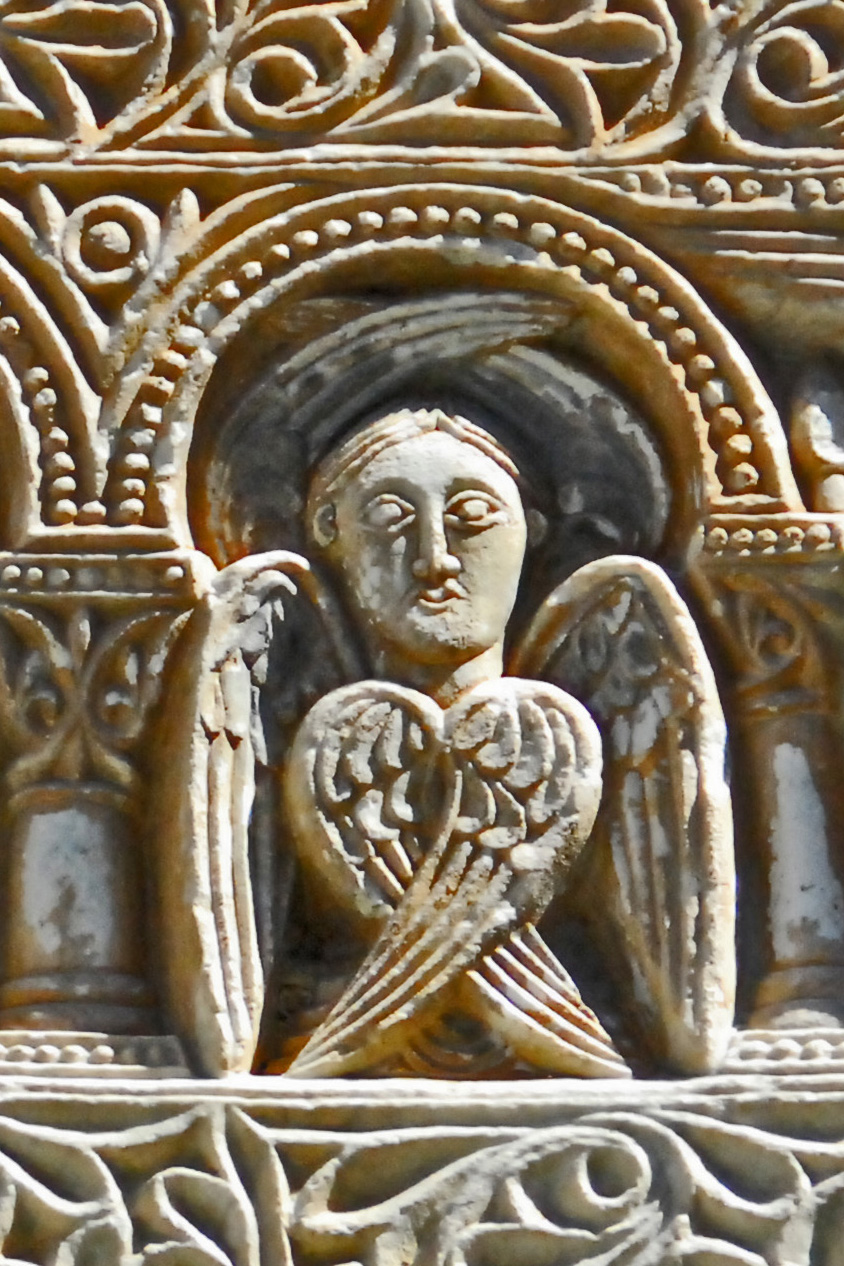
St-André-de-Sorède, Türsturz, Seraph (nach 1020)

## Gestalt
Nach Jes 6,1–7  besitzen die Seraphim, anders als die ägyptische Uräusschlange, nicht zwei, sondern drei Flügelpaare. Eines der Flügelpaare nutzen sie zum Fliegen, mit den anderen bedecken sie jeweils das Gesicht und die Füße. Außerdem haben die Seraphim menschliche Hände und eine menschliche Stimme. Durch ihren Ausruf „Heilig, heilig, heilig ist der Herr der Heerscharen. Erfüllt ist die ganze Erde von seiner Herrlichkeit“ erbebt der Tempel.
Diese Beschreibung setzt keine menschliche Gestalt voraus. Zahlreiche Darstellungen von vergleichbaren numinosen Schlangenwesen sind mit menschlichen Körperteilen kombiniert.

## Deutung
Die Deutung der Seraphim ist umstritten. Othmar Keel vertritt die Meinung, dass die Heiligkeit JHWHs durch die Seraphim ins Unermessliche gesteigert wird. Demgegenüber sieht Friedhelm Hartenstein in ihnen ein schon bereitgestelltes Gerichtswerkzeug Gottes und somit eine Visualisierung des göttlichen Gerichtszorns.
Thomas von Aquin bezeichnet die Seraphim als Widerschein höchster Gottesliebe.
Der Überlieferung nach empfing Franz von Assisi die Stigmata durch einen Seraphen. Deshalb lautet der Beiname des Heiligen auch „Seraphicus“. Der Orden der Klarissen, dessen Entstehung auf ihn zurückgeht, wird darum auch seraphischer Orden genannt.

## Ausruf der Heiligkeit in der Liturgie
Die Keduscha, der dritte Segen des 18-Gebets oder Amidah in der Synagoge, besteht bis heute aus der dreifachen Proklamation der Heiligkeit Gottes in Jes 6,3  und einem Lobspruch aus Ez 3,12 . Schon früh erhielt dieser Ausruf auch Einzug in den christlichen Gottesdienst, erhielt jedoch eine neue Erweiterung. Als Trishagion ist die Proklamation fester Bestandteil der orthodoxen Liturgie. Bei katholischen und evangelischen Abendmahlsfeiern ist das Sanctus die Antwort der Gemeinde auf die Präfation. Dahinter steht die Vorstellung, dass Menschen- und Engelstimmen sich zu einem universalen Gotteslob vereinen. Die verbreitete evangelische Sanctus-Melodie, die zunächst im Dreiklang absteigt, um dann bis zur Oktave aufzusteigen (EG 185.1 und EG 185.3) geht auf die Melodieformeln des jüdischen Bekenntnisgesangs Alenu zurück und bringt so die jüdischen Wurzeln besonders deutlich zum Vorschein.

## Abgeleitete Vornamen
Bereits im Alten Testament kommt שָׂרָף śārāp̄, deutsch Saraf, als männlicher Vorname vor (1 Chr 4,22 ). Die LXX gibt den Namen als Σαραφ Saraph wieder, die Vulgata als Incendens.
Bis heute sind verschiedene männliche und weibliche Namensvarianten im Umlauf.